# Acanthoplesiops psilogaster
Acanthoplesiops psilogaster es una especie de peces de la familia Plesiopidae en el orden de los Perciformes.

## Morfología
• Los machos pueden llegar alcanzar los 2,3 cm de longitud total.

## Distribución geográfica
Se encuentra al sur del Japón, Taiwán y Filipinas.